# Eubazus eminens
Eubazus eminens är en stekelart som beskrevs av Papp 2005. Eubazus eminens ingår i släktet Eubazus och familjen bracksteklar. Inga underarter finns listade i Catalogue of Life.